# Сервантит
Сервантит (англ. cervantite, servantite; нім. Servantit m) —

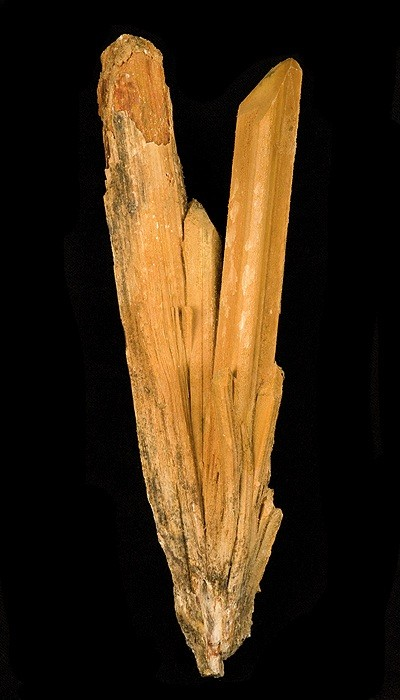
Сервантит і валентиніт з копальні провінції Хунань, Китай (розмір: 16,1 x 5,0 x 3,0 см)

1. Мінерал, безводний оксид стибію. Склад за Д.Спейделом: Sb3+Sb5+O4. Сингонія ромбічна. Ромбо-дипірамідальний вид. Форми виділення: голчасті кристали, порошкуваті щільні аґреґати. Густина 4,0-6,6. Тв. 4-5. Колір жовтий, жовто-бурий, білий. Продукт окиснення руд стибію. Перша знахідка — в Сервантесі (Іспанія). Зустрічається у вигляді псевдоморфоз за стибнітом у Фельшьобане (Угорщина) і Покке (Болівія). Інші знахідки: Бая-Спріє (Румунія), Сігуаньшань (Китай). Назва — за місцем першознахідки (J.D.Dana, 1850).
2. Зайва назва стибіоконіту (Є. К. Лазаренко). Син. — вохра стибієва (стибіїста), руда арсениста жовта, цервантит.